# Estatges cambrians de Sibèria
Els estatges cambrians de Sibèria són una sèrie de subdivisions del període Cambrià utilitzades a Rússia i altres estats de l'antiga Unió Soviètica (URSS). La cronoestratigrafia inicial, desenvolupada a la dècada del 1950 i basada en seccions de la Plataforma Siberiana, fou revisada i ampliada el 1982. Els estatges soviètics del Cambrià superior foren definits a partir d'estrats situats al Kazakhstan, fet que obligà els científics russos a cercar alternatives després de la dissolució de l'URSS. Els límits d'aquests estatges s'estableixen a les bases de biozones o unitats litològiques.
L'escala es compon dels estatges següents (de més recent a més antic):
- Khantaià: anomenat en referència al Khantai, afluent del Ienissei, al nord-oest de Sibèria. El seu límit inferior es defineix per l'aparició de Dolgeuloma abunda. Els estrats inferiors d'aquest estatge corresponen a l'última part del Cambrià, mentre que els superiors ja formen part de l'Ordovicià inferior.
- Tukalandià: anomenat en referència al riu Tukalandi, afluent del Khantai. El seu límit inferior es caracteritza per l'abundància de fòssils de Yurakia yurakiensis, mentre que el superior es defineix per l'aparició de Dolgeuloma abunda.
- Gorbiatxinià: anomenat en referència al riu Gorbiatxin, afluent del Kuliumbe. Se subdivideix en dos horitzons i es caracteritza per un gran canvi en el tipus de trilobits.
- Kuliumbeià: anomenat en referència al riu Kuliumbe, al nord-oest de la Plataforma Siberiana. Se subdivideix en dos horitzons i està correlacionat amb el Marjumià superior (Canadà) i el Guzhangià superior (Xina).
- Maià: anomenat en referència al riu Maia, afluent de l'Aldan. S'hi han trobat més de 230 espècies de trilobits i el seu límit superior es caracteritza per la desaparició de Maiaspis, Aldanaspis, Buitella i altres grups propers.
- Amguià: anomenat en referència al riu Amgà, afluent de l'Aldan. S'hi han trobat més de 100 tàxons de trilobits i es caracteritza per un gran canvi en la composició de la fauna.
- Toionià: anomenat en referència a Ulakhan Toion, illa del riu Lena. Marca el final del Cambrià inferior a la cronoestratigrafia de Sibèria i conté l'extinció dels arqueociats.
- Buotamià: anomenat en referència al riu Buotamà, afluent del Lena pel marge dret. Es caracteritza per una gran diversitat de trilobits, arqueociats i braquiòpodes, així com la presència de mol·luscs i hiòlits.
- Atdabanià: anomenat en referència al poble d'Atdaban, a la riba del Lena. Conté l'aparició de Profallotaspis, el trilobit més primitiu de Sibèria i possiblement del món, així com la primera fase de la posterior diversificació d'aquest grup d'artròpodes.
- Tommotià: anomenat en referència al poble de Tommot (Sakhà). No s'han trobat trilobits en estrats d'aquest estatge, que es caracteritza per l'aparició sobtada de fauna petita amb closca i la presència d'arqueociats.
- Nemakit-Daldinià: anomenat en referència al riu Nemakit-Daldin, al nord-oest de Sibèria. A Rússia se'l sol incloure al Vendià (últim període del Precambrià), però estudis bioestratigràfics i la datació per radiocarboni han portat els científics internacionals a sitar-lo a la base del Cambrià.